# Chemiczne zapotrzebowanie tlenu
Chemiczne zapotrzebowanie tlenu, ChZT – wskaźnik ilości zanieczyszczeń wód i ścieków. Określane jest przez określenie ilości tlenu (mg/dm³, g/m³) pobranego z utleniaczy (np. dichromianów, Cr
2O2−
7, jodanów, IO−
3, nadmanganianów, MnO−
4) na utlenienie związków organicznych i niektórych związków nieorganicznych (np. siarczynów, siarczków, żelaza(II)) do najwyższego w danych warunkach stopnia utlenienia. 